# Ygor Biordi
Ygor Biordi (San Marino, 17 gennaio 1996) è un cestista sammarinese con cittadinanza italiana.